# Jaroslav Janiš
Jaroslav „Jarek“ Janiš (* 8. července 1983, Olomouc) je český automobilový závodník, první český jezdec Champ Car World Series a druhý ve Formuli 1. V roce 2003 byl oficiálním testovacím jezdcem týmu Jordan. 24. října 2004, jako první Čech, poprvé odstartoval do závodu ChampCar na okruhu v Surfers Paradise. Jeho bratr Erik je také automobilový závodník.

## Začátek kariéry
Ve dvanácti letech stal českým mistrem ve třídě ICA a v dalších třech letech si domácí titul zopakoval. V roce 1998 obsadil ve stejné třídě 5. místo v mistrovství Evropy a začal poznávat, jak vypadá závodění s formulovým vozem.
Vydal se stejným směrem jako pár let před ním Tomáš Enge a vstoupil do německého mistrovství formule Ford. Sedmé místo z roku 1999 vylepšil v roce následujícím titulem vicemistra a v zimních měsících na přelomu roku 2001 zazářil v seriálu Formula Palmer Audi Winter Series, když dva závody vyhrál a v konečném pořadí obsadil 3. místo.
Sedmnáctiletý Janiš měl být jednou z hvězd seriálu Formula Palmer Audi, ale začátkem dubna 2001 Dr. Palmer svůj šampionát odvolal. Manažer Antonín Charouz našel náhradu ve formuli Renault, ze které vyšel mistr světa formule 1 Fin Kimi Räikkönen. Řešení mělo háček, neboť všechny dobré stáje byly obsazené. Na Jarka zbyl tým, jenž byl stejně jako jeho jezdec nováčkem. Místo zápolení o špičku zůstal boj s neposlušným vozem a místo v polovině startovního pole.
S monopostem formule Renault nakonec absolvoval pouhé čtyři závody, pak přesedl do monopostu předního týmu německého mistrovství formule 3, švýcarského KMS. Ve čtvrtém závodě za volantem tohoto stroje získal první body do šampionátu.

### 2001
Během sezony 2001 seděl ve formulových vozech čtyř různých kategorií a výkonů. Vystřídal monoposty formulí Palmer Audi, Renault, F3 a F3000. Začátkem srpna 2001 řídil na okruhu v Mostě v rámci seriálu ELMS také sportovní vůz Panoz. V roce 2001 se stal testovacím jezdcem týmu formule 1 Prost Acer.

### 2002
V roce 2002 Jarek závodil v prvním českém týmu Evropské série formule 3000, která představuje předstupeň k mezinárodnímu mistrovství FIA F3000. V Evropské sérii formule 3000 se umístil na výborném třetím místě, když vyhrál poslední závod šampionátu v ulicích města Cagliari na Sardinii.

### 2003
Sezonu 2003 strávil v Mezinárodním šampionátu FIA F3000. Na společném partnerství se dohodli jeho manažer Antonín Charouz s manažerem německého týmu PSM Racing Line Sigi Müllerem. Tým s českou licencí nesl jméno PSM I.S.R. Charouz. V tomtéž roce se stal druhým Čechem, který testoval formuli 1. Testy probíhaly ve španělském Jerezu s týmem Jordan.

### 2004

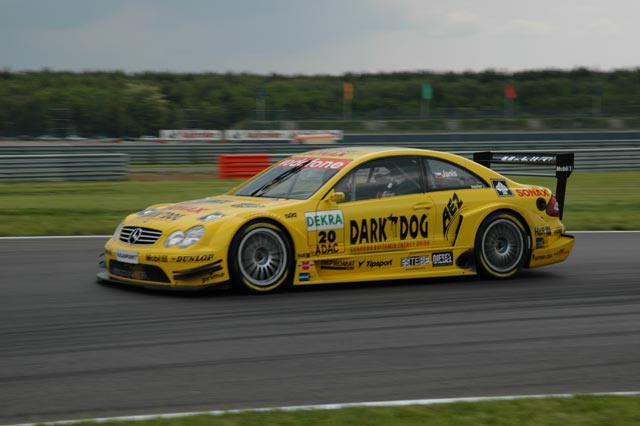
Mercedes-Benz DTM

V roce 2004 přesedl z formulových vozů do cestovního vozu Německého šampionátu DTM v týmu Sonax Dark Dog AMG Mercedes. Na konci sezóny poprvé usedl do kokpitu zámořské formule ChampCar a po úspěšně zvládnutých testech se zúčastnil závodu v australském Surfers Paradise v týmu Dale Coyne Racing. Poté absolvoval další dva testy s monopostem s týmem Forsythe Racing, ve kterých patřil mezi nejrychlejší. Stal se tak prvním Čechem v ChampCar sérii.

### 2005
Jarek Janiš začal sezonu 2005 s týmem Kondo Racing v japonském šampionátu Formule Nippon. Začátek sezony ovlivnilo nepříznivé počasí a technické problémy, které mu zabránily plně využít oficiální testy. Do sezony tak vstoupil s omezenými zkušenostmi na suchu a to se ukázalo jako značný handicap. V závodech v Suzuce a Motegi se trápil, navíc ho opět postihly technické problémy. Nicméně dokázal zazářit v částečně mokrém závodu v Sugo, kde se pohyboval na čele závodu. V tomtéž roce nastoupil i v italském šampionátu formule 3000, kde ihned debutoval ve druhém závodu sezony ve Vallelunze s ma-con Charouz Junior týmem. Okamžitě patřil mezi nejrychlejší a v závodu dojel druhý. Na předních místech se pohyboval i závěru sezony, kde mu patřilo celkové druhé místo.
Ke konci roku se stal členem reprezentačního týmu České republiky ve Světovém seriálu národů a v Malajsii poprvé usedl do závodního vozu v pátečním volném tréninku.

### 2006
Sezónu 2006 výborně zahájil v nově vzniklé F3000 International Masters, kde několik závodů vyhrál. Podílel se tak na zisku titulu v hodnocení týmů pro Charouz Racing systém Junior team. Ve zbytku sezóny přijal nabídku startovat v prestižních závodech FIA GT s vozem Saleen S7R týmu Zakspeed. Ve FIA GT dlouho bojoval o titul v kategorii GT1. Získal prestižní titul nováčka roku. Také se zúčastnil se několika závodů A1GP a pro sezónu 2006/2007 byl členem českého A1GP týmu. Doma v České republice několikrát závodil v mistrovství České republiky na okruzích s vozem Mercedes Benz AMG CLK DTM. V posledním závodě se objevil s vozem BMW Z4 Coupe a ve své třídě zvítězil.

### 2007

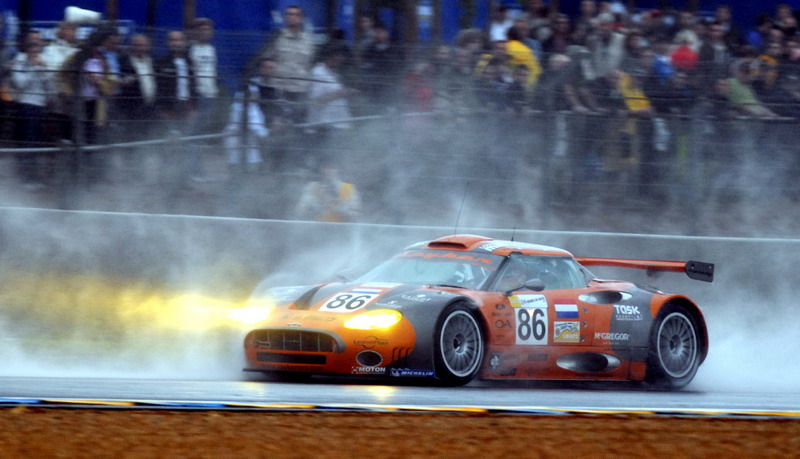
Spyker C8 Spyder GT2R

Po havárii v extrémně rychlé a nebezpečné zatáčce Eau Rouge při závodě Le Mans Series 2007 na belgickém okruhu Spa-Francorchamps musel kvůli zranění páteře téměř na rok přerušit aktivní jezdeckou kariéru. V létě 2007 tak tento úspěšný olomoucký pilot opustil týmy Spyker Squadron (Le Mans Series) a Scuderia Ecosse (FIA GT) a z nucené pauzy jej vytrhla pouze účast ve dvou závodech A1GP, kdy absolvoval tréninky nováčků při A1GP Taupo (Nový Zéland) a Sydney (Austrálie). Ani v době rekonvalescence však hvězda FIA GT 2006 prostředí automobilových závodů neopustila: Jarek byl nablízku kolegům Štěpánu Vojtěchovi a Adamu Lackovi, ale zejména svému mladšímu bratrovi Erikovi v F3 Euro Series.

### 2008
Rok po havárii, v polovině září 2008, konečně znovu usedl do závodního vozu při MMČR v Brně a v královské Divizi 4 hned porážel soupeře. Bývalý testovací pilot týmu formule 1 Jordan vyhrál kvalifikaci Sprintu Divize 4 nad 2000 cm³ a v závodě pak obsadil třetí místo. K bronzu v Brně přidal ještě stříbro z vytrvalostního závodu, jehož se účastnil spolu s Antonínem Charouzem, Nicolasem Kiesou a Pedrem Lamym.

### 2009
V sezóně 2009 se Jarek Janiš stal továrním pilotem týmu SNORAS Spyker Squadron, za který společně s týmovým kolegou Tomem Coronelem startoval v Le Mans Series. Ve slavném závodě 24h Le Mans doplnil jezdeckou sestavu Jeroen Bleekemolen. Posádka poprvé v historii dokončila pro holandskou značku závod a zároveň získala vynikající výsledek v podobě páté pozice ve třídě LMGT2. Startoval také v premiérovém ročníku Lamborghini Super Trofeo, kde získal třetí pozici mezi profesionálními jezdci a v českém mistrovství v závodech automobilů na okruzích ve stáji Sauto.cz Racing Team.